# Argentína az 1992. évi téli olimpiai játékokon
Argentína a franciaországi Albertville-ben megrendezett 1992. évi téli olimpiai játékok egyik részt vevő nemzete volt. Az országot az olimpián 5 sportágban 20 sportoló képviselte, akik érmet nem szereztek.

## Alpesisí
Férfi
| Versenyző           | Versenyszám            | 1. futam      | 1. futam      | 2. futam      | 2. futam      | Összesítés | Összesítés |
| Versenyző           | Versenyszám            | Idő           | Hely.         | Idő           | Hely.         | Idő        | Helyezés   |
| ------------------- | ---------------------- | ------------- | ------------- | ------------- | ------------- | ---------- | ---------- |
| Gáston Begue        | Műlesiklás             | nem ért célba | nem ért célba | kiesett       | kiesett       | kiesett    | kiesett    |
| Gáston Begue        | Óriás-műlesiklás       | 1:17,22       | 67.*          | 1:13,94       | 51.           | 2:31,16    | 54.        |
| Gáston Begue        | Szuperóriás-műlesiklás |               |               |               |               | 1:22,52    | 61.        |
| Carlos Espiasse     | Óriás-műlesiklás       | 1:16,77       | 66.           | nem ért célba | nem ért célba | kiesett    | kiesett    |
| Carlos Espiasse     | Szuperóriás-műlesiklás |               |               |               |               | 1:22,68    | 62.        |
| Agustín Neiman      | Óriás-műlesiklás       | 1:16,44       | 63.           | 1:11,87       | 45.           | 2:28,31    | 47.        |
| Agustín Neiman      | Szuperóriás-műlesiklás |               |               |               |               | 1:22,47    | 60.        |
| Federico van Ditmar | Műlesiklás             | 1:00,62       | 49.           | 1:00,87       | 38.           | 2:01,49    | 39.        |
| Federico van Ditmar | Óriás-műlesiklás       | nem ért célba | nem ért célba | kiesett       | kiesett       | kiesett    | kiesett    |
| Federico van Ditmar | Szuperóriás-műlesiklás |               |               |               |               | 1:19,07    | 46.        |

Női
| Versenyző          | Versenyszám            | 1. futam      | 1. futam      | 2. futam | 2. futam | Összesítés | Összesítés |
| Versenyző          | Versenyszám            | Idő           | Hely.         | Idő      | Hely.    | Idő        | Helyezés   |
| ------------------ | ---------------------- | ------------- | ------------- | -------- | -------- | ---------- | ---------- |
| Carolina Eiras     | Lesiklás               |               |               |          |          | 2:02,81    | 29.        |
| Carolina Eiras     | Műlesiklás             | nem ért célba | nem ért célba | kiesett  | kiesett  | kiesett    | kiesett    |
| Carolina Eiras     | Óriás-műlesiklás       | 1:12,55       | 35.           | 1:13,36  | 27.      | 2:25,91    | 27.        |
| Carolina Eiras     | Szuperóriás-műlesiklás |               |               |          |          | 1:32,33    | 39.        |
| Astrid Steverlynck | Műlesiklás             | 54,83         | 35.           | 50,70    | 29.*     | 1:45,53    | 30.        |
| Astrid Steverlynck | Óriás-műlesiklás       | 1:15,01       | 40.           | 1:16,15  | 31.      | 2:31,16    | 32.        |
| Astrid Steverlynck | Szuperóriás-műlesiklás |               |               |          |          | 1:33,48    | 40.        |

| Versenyző          | Versenyszám | Lesiklás | Lesiklás | Lesiklás | Műlesiklás | Műlesiklás | Műlesiklás    | Műlesiklás    | Műlesiklás | Műlesiklás | Műlesiklás | Összesítés | Összesítés |
| Versenyző          | Versenyszám | Lesiklás | Lesiklás | Lesiklás | 1. futam   | 1. futam   | 2. futam      | 2. futam      | Össz.      | Össz.      | Össz.      | Összesítés | Összesítés |
| Versenyző          | Versenyszám | Idő      | Pont     | Hely.    | Idő        | Hely.      | Idő           | Hely.         | Idő        | Pont       | Hely.      | Pont       | Helyezés   |
| ------------------ | ----------- | -------- | -------- | -------- | ---------- | ---------- | ------------- | ------------- | ---------- | ---------- | ---------- | ---------- | ---------- |
| Carolina Eiras     | Összetett   | 1:34,00  | 101,71   | 34.      | 38,93      | 28.        | 40,48         | 20.           | 1:19,41    | 83,25      | 19.        | 184,96     | 21.        |
| Astrid Steverlynck | Összetett   | 1:31,71  | 73,17    | 30.      | 38,56      | 26.        | nem ért célba | nem ért célba | kiesett    | kiesett    | kiesett    | kiesett    | kiesett    |

* - egy másik versenyzővel azonos eredményt ért el

## Biatlon
Férfi
| Versenyző        | Versenyszám  | Lövőhiba      | Időeredmény   | Helyezés      |
| ---------------- | ------------ | ------------- | ------------- | ------------- |
| Juan Fernández   | 10 km sprint | 2             | 40:32,0       | 93.           |
| Juan Fernández   | 20 km egyéni | 5             | 1:25:27,1     | 91.           |
| Alejandro Guerra | 10 km sprint | 2             | 40:16,8       | 92.           |
| Roberto Lucero   | 10 km sprint | 8             | 41:38,5       | 94.           |
| Roberto Lucero   | 20 km egyéni | nem ért célba | nem ért célba | nem ért célba |
| Luis Ríos        | 10 km sprint | 3             | 36:07,5       | 91.           |
| Luis Ríos        | 20 km egyéni | 3             | 1:14:43,8     | 86.           |
| Marcelo Vásquez  | 20 km egyéni | 8             | 1:22:02,6     | 90.           |

Női
| Versenyző      | Versenyszám   | Lövőhiba | Időeredmény | Helyezés |
| -------------- | ------------- | -------- | ----------- | -------- |
| María Giro     | 7,5 km sprint | 0        | 27:53,5     | 36.      |
| María Giro     | 15 km egyéni  | 6        | 1:03:18,0   | 63.      |
| Fabiana Lovece | 7,5 km sprint | 9        | 39:07,0     | 68.      |

## Síakrobatika
Mogul
| Versenyző          | Versenyszám | Selejtező | Selejtező | Döntő   | Döntő    |
| Versenyző          | Versenyszám | Pont      | Helyezés  | Pont    | Helyezés |
| ------------------ | ----------- | --------- | --------- | ------- | -------- |
| Ignacio Bustamante | Férfi       | 18,18     | 30.       | kiesett | kiesett  |

## Sífutás
Férfi
| Versenyző       | Versenyszám         | Eredmény      | Helyezés      |
| --------------- | ------------------- | ------------- | ------------- |
| Guillermo Alder | 10 km               | 37:11,8       | 97.           |
| Guillermo Alder | 15 km üldözőverseny | 58:33,2       | 92.           |
| Guillermo Alder | 30 km               | 1:47:07,4     | 79.           |
| Luis Argel      | 10 km               | 36:33,6       | 92.           |
| Luis Argel      | 15 km üldözőverseny | 55:56,0       | 87.           |
| Luis Argel      | 30 km               | nem ért célba | nem ért célba |
| Sébastian Menci | 10 km               | 40:00,2       | 104.          |
| Sébastian Menci | 15 km üldözőverseny | 1:04:24,0     | 93.           |
| Diego Prado     | 10 km               | 41:46,2       | 106.          |
| Diego Prado     | 15 km üldözőverseny | 1:09:05,2     | 95.           |

Női
| Versenyző  | Versenyszám         | Eredmény  | Helyezés |
| ---------- | ------------------- | --------- | -------- |
| Inés Alder | 5 km                | 18:31,6   | 60.      |
| Inés Alder | 10 km üldözőverseny | 39:41,4   | 57.      |
| Inés Alder | 15 km               | 54:26,9   | 49.      |
| Inés Alder | 30 km               | 1:50:50,6 | 55.      |

## Szánkó
| Versenyző      | Versenyszám | 1. futam | 1. futam | 2. futam | 2. futam | 3. futam | 3. futam | 4. futam | 4. futam | Összesítés | Összesítés |
| Versenyző      | Versenyszám | Idő      | Hely.    | Idő      | Hely.    | Idő      | Hely.    | Idő      | Hely.    | Idő        | Helyezés   |
| -------------- | ----------- | -------- | -------- | -------- | -------- | -------- | -------- | -------- | -------- | ---------- | ---------- |
| Rubén González | Férfi egyes | 47,301   | 28.      | 47,238   | 29.      | 48,086   | 30.      | 49,152   | 33.      | 3:11,777   | 31.        |